# Thürnthal (Herrschaft)

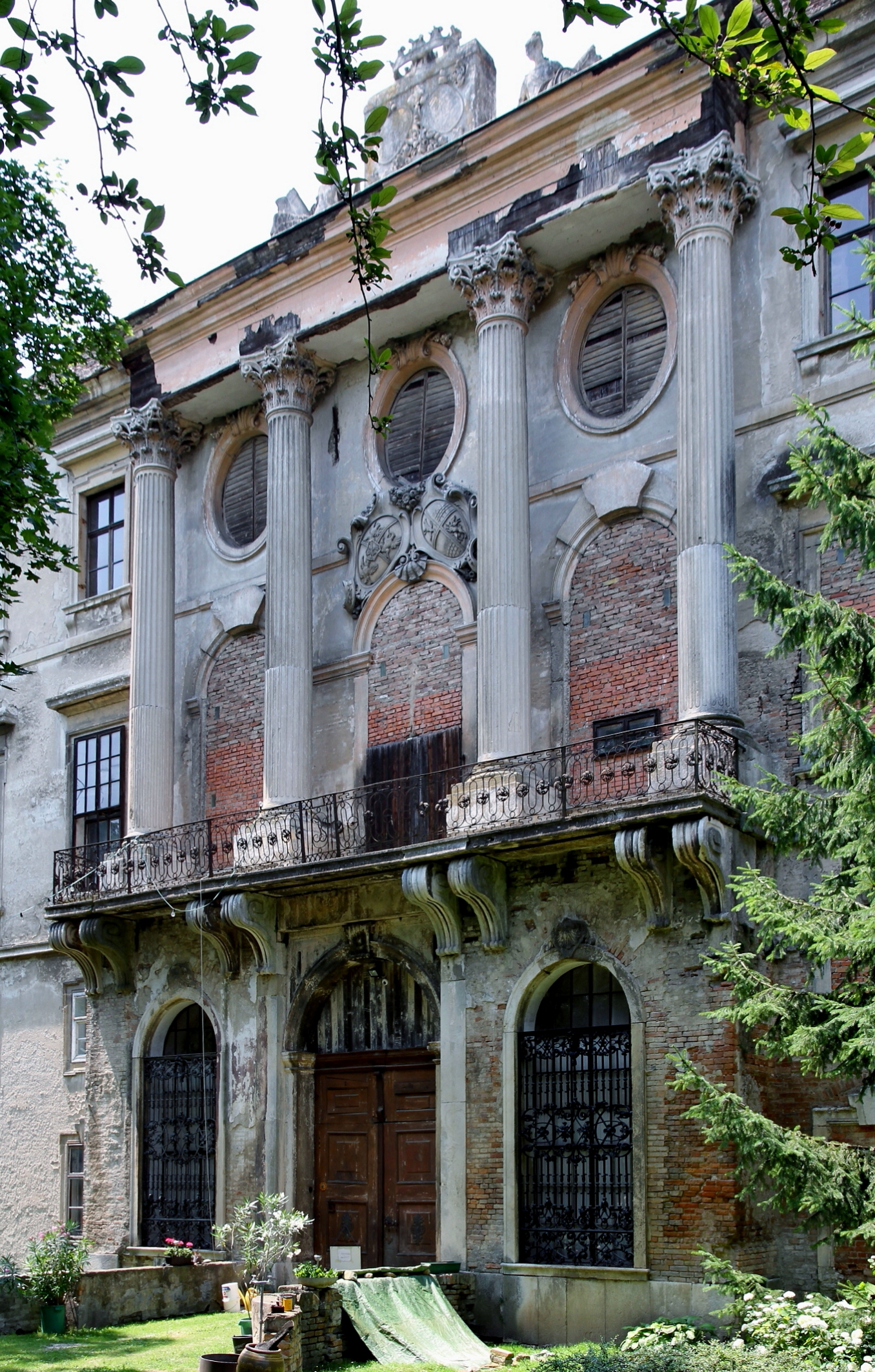
Schloss Thürnthal (2012)

Die Herrschaft Thürnthal war eine Grundherrschaft im Viertel unter dem Manhartsberg im Erzherzogtum Österreich unter der Enns, dem heutigen Niederösterreich.

## Ausdehnung
Die Herrschaft mit der Lehengülte Parz und Stockstall umfasste zuletzt die Ortsobrigkeit über Thürnthal, Bierbaum am Kleebühel und Stettnerhof. Der Sitz der Verwaltung befand sich im Schloss Thürnthal.

## Geschichte
Letzter Inhaber der Allodialherrschaft war Johann Ritter von Stettner, der die Herrschaft infolge den Reformen 1848/1849 auflöste.